# Colangite sclerosante primitiva
Per colangite sclerosante primitiva (o idiopatica) in campo medico, si intende un complesso di disturbi a eziologia autoimmune che riguarda i dotti biliari, con fibrosi e stenosi degli stessi.

## Epidemiologia
Colpisce prevalentemente i maschi in età adulta (70% dei casi) intorno al quarto decennio.

## Sintomatologia
Spesso non mostra sintomi di rilievo per interi anni, le prime manifestazioni della persona possono essere la comparsa della triade di Charcot (ittero, febbre con brividi e segno di Murphy positivo), senso di affaticamento e nei casi più gravi cirrosi, e colestasi cronica. La stenosi si mostra nel 20% dei casi.

## Complicanze
Le stime indicano che circa il 50-70% dei pazienti affetti da colangite sclerosante primitiva soffrano di patologie infiammatorie croniche enteriche (specialmente colite ulcerosa e talvolta malattia di Crohn); il meccanismo secondo il quale si presenti questo abbinamento non è noto.
I pazienti sono inoltre notevolmente più esposti allo sviluppo di colangiocarcinoma, il che richiede un monitoraggio radiologico ben organizzato per il resto della vita.

## Eziologia
La causa che comporta tale sindrome rimane sconosciuta, si sospetta una predisposizione genetica per la sua predisposizione familiare.

## Diagnosi
La colangiografia è l'esame diagnostico di scelta, anche se la risonanza magnetica specialistica fornisce un quadro più dettagliato. Frequentemente si ritrova positività agli anticorpi ANCA.

## Terapia
Vengono trattate le varie malattie che si possono mostrare durante l'evoluzione della sindrome, come terapia risolutiva rimane il trapianto di fegato.